# تیم مینز
تیم مینز (انگلیسی: Tim Means؛ زادهٔ ۲۰ فوریهٔ ۱۹۸۴) ورزشکار هنرهای رزمی ترکیبی اهل ایالات متحده آمریکا است. وی از سال ۲۰۰۴ میلادی تاکنون مشغول فعالیت بوده‌است.